# 전국학생총연합
전국학생총연합(全國學生總聯合), 약칭 전학련(全學聯)는 1985년 4월 전국 학생 대표 기구 회의가 전국적으로 지부를 구성하여 확대된 조직.